# Pinds Cafe
Pinds Cafe er en cafe i Skolegade i Aarhus. Cafeen kan dateres tilbage til 1848 hvor konditor Weinschenck startede cafeen. Men cafeen blev først kendt og berygtet efter den blev overtaget af Elna Pind i 1936. Elna Pind var en skrap dame der kunne finde på at afvise kunder hvis de var enlige kvinder, ikke tog hatten af, eller bare glemte at hilse på fruen. På trods af den strenge ejer, var cafeen populær blandt direktører i Aarhus. Pinds Cafe holder af og til musikalske arrangementer som reggae og dj-aftener. Siden 1985 har cafeen været ejet af Jan Jürtz med skiftende forpagtere, hvoraf den nuværende er Veli Coskun som har forpagtet den siden 2016
I Skolegade fandtes flere andre værtshuse/cafeer: Teaterbodegaen, Fatter Eskild, Hvalrossen og Færgekroen. Flere af disse eksisterer ligeledes stadigt i dag.
Kristen Bjørnkjær erindrer at Pinds Cafe "var et mere råt sted [end Teaterbodegaen], hvor Østjysk Musikforsyning havde stambord," og at det "i den århusianske mytologi også [var] kendt som stedet, der mange år senere ikke ville lukke musikerne fra Lost Kids (et punkband) ind - det kunne også blive for råt. Cafeen nævnes i deres sang "Alle taler" fra 1979
I 2012 udkom en kortfilm af samme navn, optaget på cafeen. Medvirkende er bl.a. Ulla Henningsen og Dick Kaysø.

## Strid om retten til navnet
I 1999 opsagde indehaveren af Pinds cafe, Anne Ring Andersen et anpartsselskab som havde stået bag driften siden 1988. Anpartselskabet var oprindeligt stiftet af en kreds af folk omkring Østjysk Musikforsyning. Selskabet med John Nielsen i front havde dog allerede i registreret navnet Pinds Café samt logoet hos Patentdirektoratet i 1996, og flyttede Pinds Cafe til Skolegade nr. 29, længere nede af vejen. Dette blev gjort med pomp og pragt i form at et optog af 200-300 stamgæster, hvor fru Pinds statuette, Pinds Cafes lysskilt og diverse inventar blev båret under baldakin af Tigerskind, og med musikledsagelse af Østjyske Musikforsyning. Dette resulterede i, at der i en periode var 2 udgave af Pinds Cafe i Skolegade, som begge mente de havde ret til navnet.
Dette kulminerede senere i, at der blev indledt en retssag, som fastslog at anpartsselskabet i nr. 29 fik ophævet registreringen hos Patentdirektoratet, og dermed mistede retten til navnet. Parterne indgik efter et stykke tid forlig, og nr. 29 ændrede navn til "Restaurant Pinden" og har beholdt store dele af det oprindelige inventar, som stadigt er der den dag i dag. 
I dag har de 2 steder udviklet sig i hver sin retning, hvor den oprindelige i nr. 11 er gået i en retning i form af en bar/cafe, og ikke længere har restaurant, og Pinden er gået i en retning af en restaurant med klassiske danske retter, og er i mindre grad et 'Gå i byen-sted'.